# 卡特麗娜·萊希斯
卡特麗娜·萊希斯（1994年12月19日—），愛沙尼亞劍擊運動員，她代表愛沙尼亞隊參加了日本舉行的2020年夏季奧林匹克運動會，並且在女子個人重劍比賽上獲得銅牌。